# 抽獎

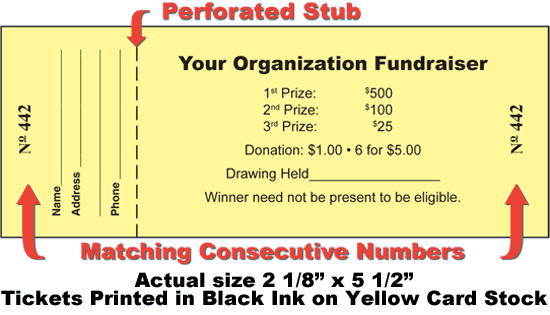
獎券範例（英文）

抽獎是種游戏活動，先由各位玩家購買抽獎券，每張抽獎券有不同的號碼，抽獎券數量不限，最後抽獎環節由主辦者抽出中獎號碼，玩家憑有中獎號碼的獎券拿獎。現在不少慈善團體都會用賣抽獎券的方式來籌款。